# Huize Swaensteyn
Swaensteyn is een huis aan de Herenstraat 72-74 in de Nederlandse plaats Voorburg. Het huis wordt sinds 1986 opnieuw als raadhuis en trouwlocatie gebruikt. Het moet niet worden verward met het Museum Swaensteyn dat in dezelfde straat is gelegen, maar op huisnummer 101.

## Geschiedenis

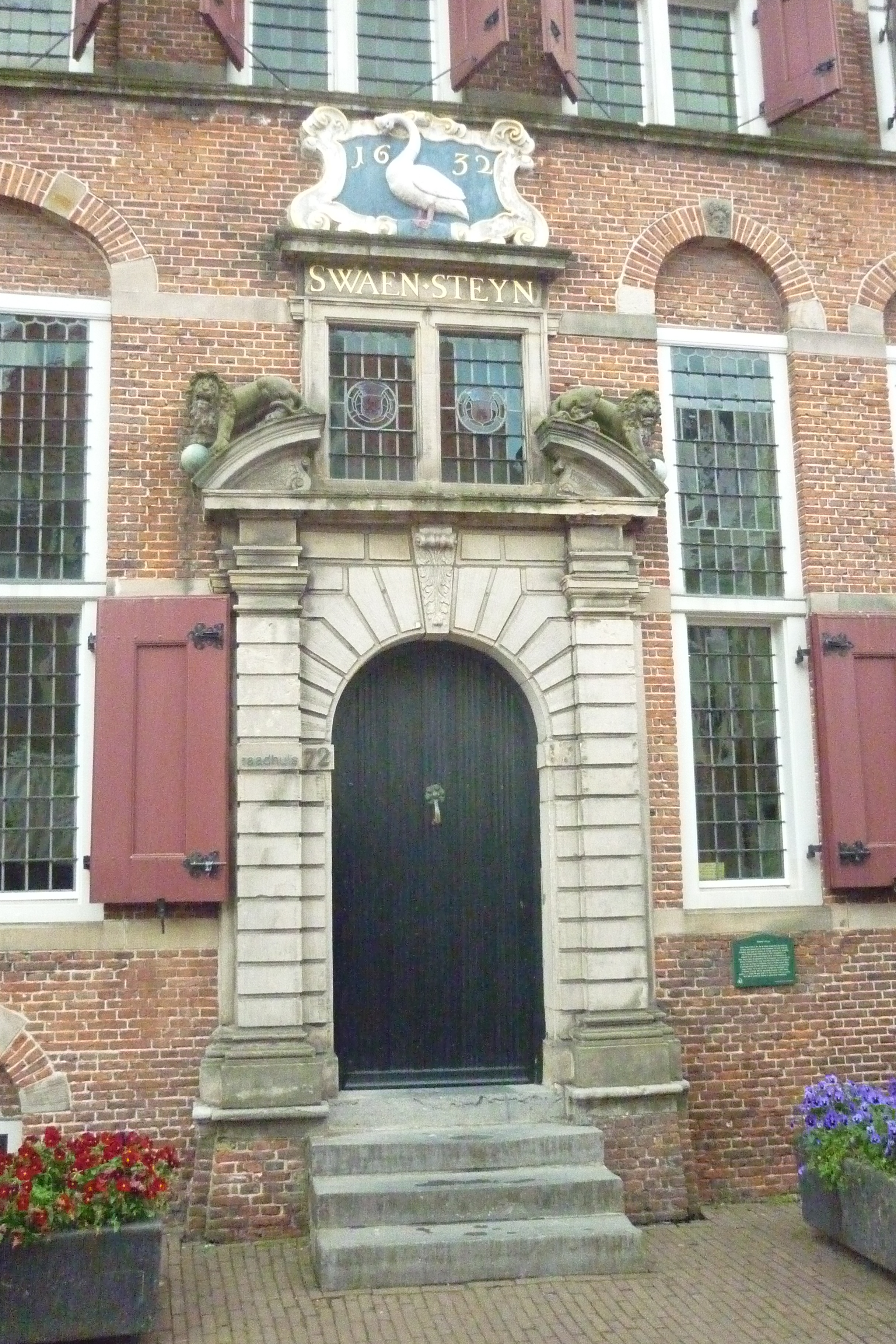
Voordeur van Huize Swaensteyn

Swaensteyn is een van de oudste huizen in Voorburg. In 1512 was hier herberg De Swaen. Boven de voordeur prijkt een gevelsteen met een zwaan, wat vroeger gold als aanduiding van prostitutie. Ernaast staat het jaartal 1632. Het huidige pand bestaat uit twee panden (nummers 72 en 74) die waarschijnlijk in 1632 werden samengevoegd. Het werd toen het Regthuys, waar Schout en Schepenen hun besluiten namen en waar huwelijken gesloten werden. Later kwam hier een melksalon.
Van 1873-1883 waren de gemeentesecretarie en het kantongerecht in de herberg gevestigd. In 1883 was de bouw gereed van een nieuw raadhuis. De Swaen kwam in particuliere handen.
Swaensteyn werd een museum over de geschiedenis van Voorburg, van de tijd van Forum Hadriani en de Romeinse tijd. In 1960 werd op de zolderverdieping een Oudheidkamer ingericht. In de jaren zestig verhuisde dit kleine museum naar het Notarishuis aan de overkant, naar nummer 101. Hier werd toen onder dezelfde naam het Museum Swaensteyn geopend, en er kwam een smeedijzeren uithangbord met een zwaan. In 2008 kwam het tot een fusie tussen de Stichting Museum Swaensteyn en Stichting Historische Collectie Veur-Stompwijk. Het toen ontstane Stadsmuseum Leidschendam-Voorburg valt sindsdien onder de Stichting Historisch Museum Leidschendam-Voorburg.
In 1970 kocht architect Jo Kruger het pand en hij liet het restaureren.
In 1983 besloot de gemeente het pand te kopen. Burgemeester en wethouders betrokken het nieuwe pand in 1986. Per 1 januari 2002 fuseerden de gemeenten Voorburg en Leidschendam. De nieuwe gemeenteraad en de griffie betrokken opnieuw Huize Swaensteyn. 